# ترایسمور
ترایسمور (به آلمانی: Traismauer) یک شهر در اتریش است که در ناحیه زانکت پولتن-لاند واقع شده‌است. ترایسمور ۴۳٫۱۴ کیلومتر مربع مساحت دارد ۱۹۷ متر بالاتر از سطح دریا واقع شده‌ است.